# Lindholm Høje

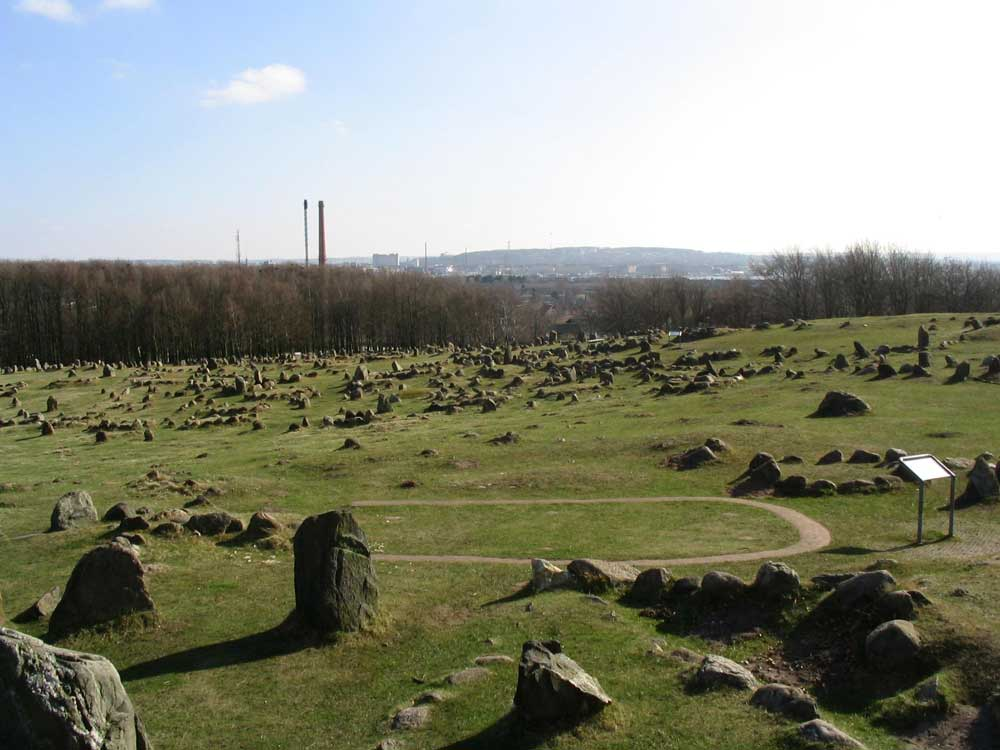
Lindholm Høje

Lindholm Høje met vikingmuseum Vikingemuseet Lindholm Høje is een Deens grafveld uit de IJzertijd en de Vikingtijd (vroege middeleeuwen). Deze begraafplaats is gelegen op een heuvel aan de noordkant van de Limfjord, tegenover Aalborg. Lindholm Høje is de grootste historische begraafplaats van Denemarken.
De heuvel is ongeveer 42 meter hoog en bedekt met een groot aantal grafstenen. Aan het eind van de vroege middeleeuwen werd het hele gebied bedekt door een laag zand; hierdoor zijn de graven goed bewaard gebleven. In 1952 is men begonnen het gebied te onderzoeken. Bij opgravingen zijn 682 graven gevonden uit de periode 500 tot 1100. Daarnaast zijn er resten van bebouwing gevonden.
Sinds 1992 is er een museum bij de begraafplaats, Vikingemuseet Lindholm Høje.